# Il ritorno del Monnezza
Pour plus de détails, voir Fiche technique et Distribution.
Il ritorno del Monnezza est un poliziottesco humoristique italien réalisé par Carlo Vanzina et sorti en 2005. Le film fait référence aux personnages de Nico Giraldi et d'Er Monnezza, figures de l'âge d'or du poliziottesco dans les années 1970 et 1980.

## Fiche technique
Sauf indication contraire, les informations mentionnées dans cette section peuvent être confirmées par la base de données cinématographiques IMDb,  présente dans la section « Liens externes ».
- Titre original italien : Il ritorno del Monnezza[2],[3]
- Réalisateur : Carlo Vanzina
- Scénario : Piero De Bernardi, Claudio Amendola, Enrico Vanzina et Carlo Vanzina
- Photographie : Claudio Zamarion (it)
- Montage : Walter Fasano
- Musique : Andrea Guerra (it)
- Production : Vittorio Cecchi Gori
- Pays de production :  Italie
- Langue de tournage : italien
- Format : Couleurs - 1,85:1
- Durée : 93 minutes (1 h 33)
- Genre : poliziottesco humoristique
- Dates de sortie :
  - Italie : 8 avril 2005

## Distribution
- Claudio Amendola : Rocky Giraldi
- Elisabetta Rocchetti : Elisabetta Crocciani
- Enzo Salvi : Tramezzino
- Kaspar Capparoni : avvocato Salvatore Lamantia
- Gabriella Labate : Patrizia, moglie di Cesare
- Paolo Triestino : questore
- Alessandro Di Carlo : Cesare
- Gianni Parisi : ispettore capo Ramacci
- Roberto Brunetti : Caccola
- Mariano D'Angelo : Zagaglia
- Massimo Vanni : Gargiulo
- Luis Molteni : onorevole Bonini
- Andrea Perroni : Franchino